# Microbathyphantes
Microbathyphantes là một chi nhện trong họ Linyphiidae.